# Julius Kreis
Julius Kreis, Pseudonyme Justus Guckindluft und A. Kraut (* 31. August 1891 in München; † 31. März 1933 ebenda) war ein deutscher humoristischer Schriftsteller, Zeichner und Buchillustrator.

## Leben

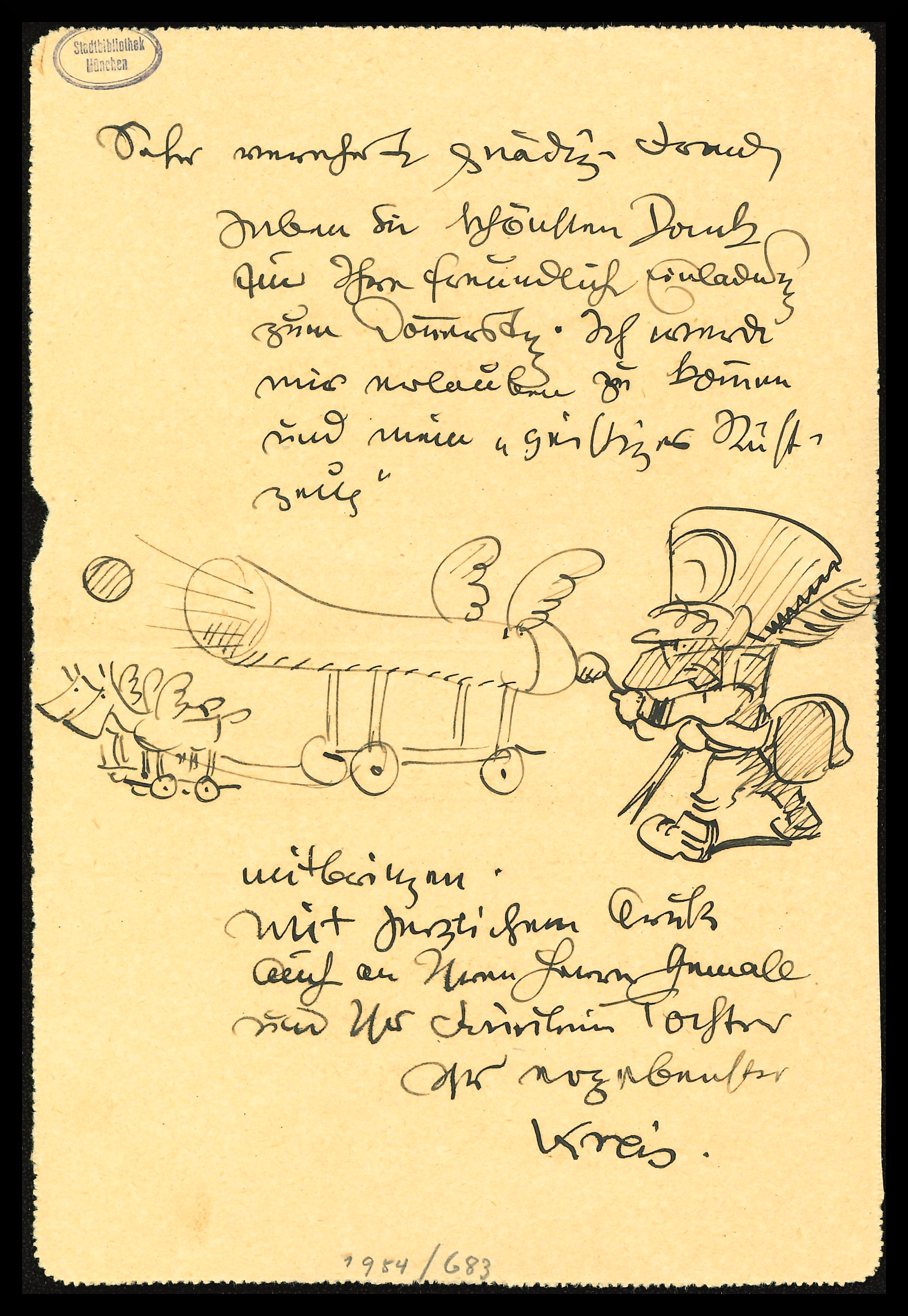
Brief von Julius Kreis mit Zeichnung an Frigga Brockdorff-Noder (undatiert)

Julius Kreis wurde in der Augsburgerstraße in München geboren, sein Vater war Schreinermeister. Er hatte zwei Schwestern. Um die Jahrhundertwende zog die Familie in die Ickstattstraße 26. Kreis blieb Zeit seines Lebens Junggeselle und lebte zunächst bei den Eltern, später bei seiner Schwester Wilhelmine in der Fraunhoferstraße. Er unterhielt jedoch nach dem Krieg zusätzlich ein Atelier in der Gabelsbergerstraße.
Seinen Wunsch, Maler zu werden, konnte sich Kreis nicht unmittelbar erfüllen, da der Vater dagegen war. Nach dem Besuch des Luitpoldgymnasiums in München erhielt er seine Lehrbefähigung als Volksschullehrer an den Präparandenschulen in Freising und Landsberg und trat in Unterföhring in den Schuldienst ein. Später folgte eine Tätigkeit als Schulverweser in München, ehe er seinen Beruf 1924, erst dreiunddreißigjährig, wegen seines Herzleidens aufgeben musste. Ende der 1920er Jahre fand er zu seinem ursprünglichen Interesse an der Malerei zurück und besuchte Kurse bei Adolf Schinnerer an der Münchener Kunstakademie.
Mit dem Beginn des Ersten Weltkriegs meldete sich Kreis 1914 freiwillig zum Kriegsdienst und kam trotz einer Herzbeutelentzündung, die er sich bereits als Schüler zugezogen hatte, zu den Pionieren, wurde jedoch aus dem Militär entlassen, als er an Gelenkrheumatismus erkrankte.
Ende März 1933 musste Kreis sich einer Operation aufgrund eines Narbenbruchs unterziehen, der an einer alten Blinddarmnarbe entstanden war. Diese Operation überlebte er wegen seiner chronischen Herzerkrankung nicht. Julius Kreis starb in der Gilmerklinik in der Herzog-Wilhelm-Straße und wurde auf dem Münchner Ostfriedhof beerdigt.

## Werk

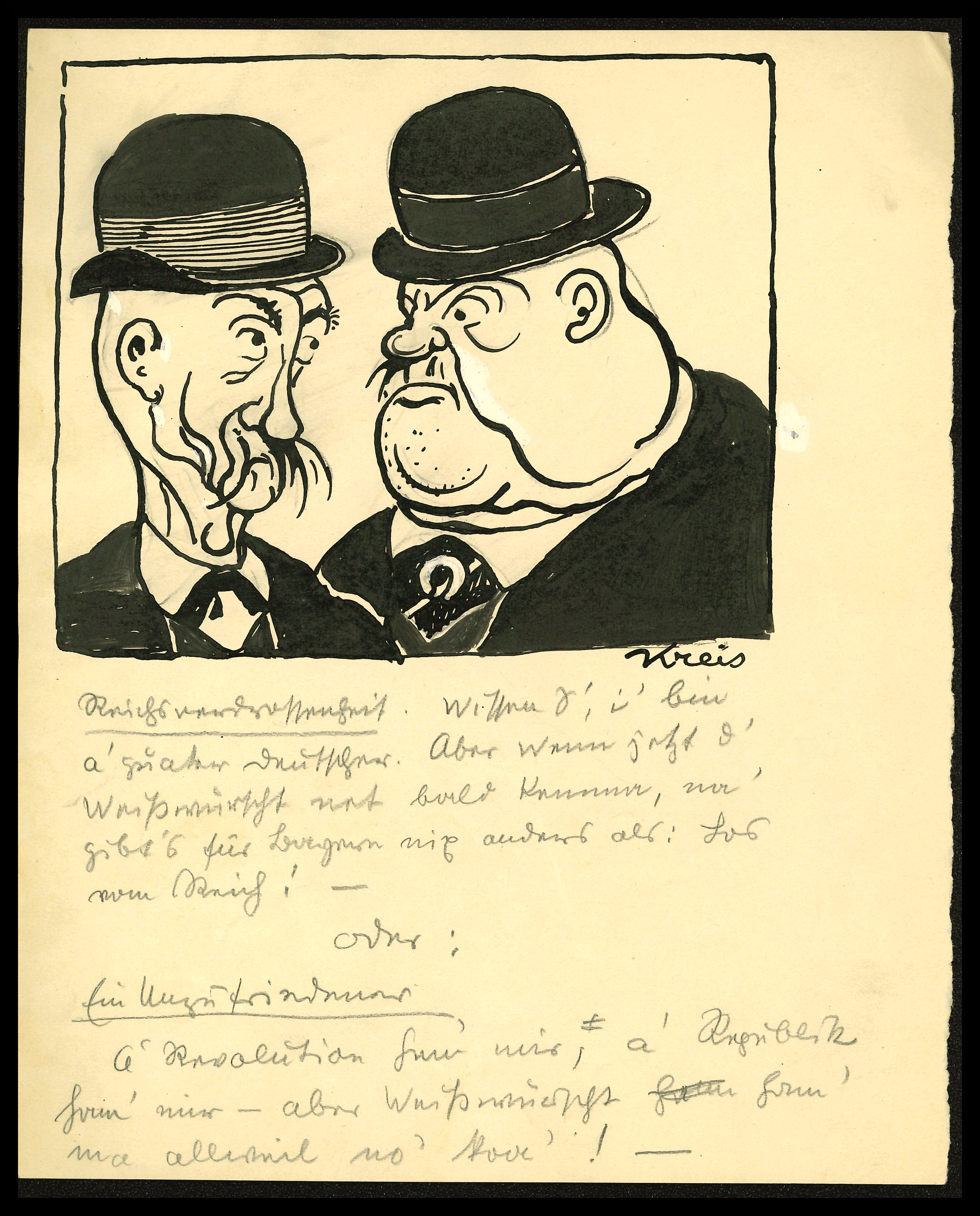
Zeichnung Reichsverdrossenheit oder Ein Unzufriedener von Julius Kreis (um 1920)

Erste Veröffentlichungen gelangen Kreis aufgrund der Förderung durch Michael Georg Conrad, dem er einige Gedichte übersandt hatte. Zwischen 1910 und 1912 erschienen Skizzen und Gedichte in der Münchner Illustrierten Zeitung, später in den Fliegenden Blättern, der Zeitschrift Jugend und den Meggendorfer Blättern. Auch die Münchner Zeitung zählte zu seinen späteren Auftraggebern, ebenso wie der Simplicissimus, die Süddeutsche Sonntagspost und die Münchner Neuesten Nachrichten. Ab 1917 verfasste er Kolumnen unter dem Pseudonym Justus Guckindluft für die München-Augsburger Abendzeitung unter dem Titel Münchner Spaziergänge. Dies waren Beobachtungen aus dem Kriegsalltag, im November 1918 beschrieb er darin den Umsturz, und im Mai 1919 die Niederschlagung der Münchner Räterepublik. Bis zu seinem Tod verfasste er im Rahmen dieser Kolumne rund 800 Texte.
1918 begann er, bisherige Arbeiten in Büchern zusammenzufassen, die er zum Teil selbst illustrierte. Unter dem Künstlernamen A. Kraut veröffentlichte er 1922 gemeinsam mit dem Chirurgen Rudolf Grashey, der sich hinter dem Pseudonym R. Würstl verbarg, den Lustigen Stadtführer von München.
Julius Kreis galt als konservativ und inszenierte sich in seinen Texten als antimodern, wurde jedoch für seine Beobachtungen des kleinbürgerlichen Münchener Alltags geschätzt. Er schrieb seine Beobachtungen häufig in bayerischer Mundart und galt als „Spezialist des heiteren Dialektmonologs“. Eine im Jahr 1948 durchgeführte Umfrage bei Münchner Buchhändlern nach den meistverkauften Autoren listete Julius Kreis an dritter Stelle nach Ludwig Thoma und Lena Christ.

## Posthume Ehrung
Nach seinem Tod im Jahr 1933 erschien auf Veranlassung des nationalistisch gesonnenen Schriftstellers Erwin Guido Kolbenheyer eine Sammlung von Kreis’ Texten unter dem Namen Ringelspiel des Alltags, die bis 1943 vier weitere Auflagen erfuhr. Erfreuten sich seine Texte während der Zeit des Nationalsozialismus noch großer Beliebtheit, geriet er nach dem Krieg allmählich in Vergessenheit. Zum 100. Geburtstag im Jahr 1991 zeigte die Münchner Bibliothek Monacensia, in der der literarische und künstlerische Nachlass von Kreis erhalten ist, Fotos, Manuskripte, Briefe und Zeichnungen in einer Ausstellung im Valentin-Museum. 1992 erschien unter dem Titel Wir Münchner eine weitere Sammlung von Kurztexten und Illustrationen von Kreis.
Am 22. April 1947 wurde die Obermenzinger Bogenstraße in Julius-Kreis-Straße umbenannt.

## Publikationen (Auswahl)
- Aus des Herrgotts Tiergarten: Lustige Geschichten (1918)
- Vom lieben Adam Mensch (1919)
- Der umgestürzte Huber. Bilder aus der bayerischen Weltrevolution (1920)
- Auf stillvergnügter Walz
- Das fröhliche Vogelhaus (1921)
- München Heimatkunde (1925)
- Tandlmarkt
- Er Sie Es (1925)
- Wir Münchner (1992)